# Le Haillan
Haillan – miejscowość i gmina we Francji, w regionie Nowa Akwitania, w departamencie Żyronda.
Według danych na rok 1990 gminę zamieszkiwały 6974 osoby, a gęstość zaludnienia wynosiła 753 osób/km² (wśród 2290 gmin Akwitanii Haillan plasuje się na 52. miejscu pod względem liczby ludności, natomiast pod względem powierzchni na miejscu 1116.).